# A szerelem tolvaja
A szerelem tolvaja (eredeti cím: Stolen Life) Karel Josef Beneš cseh író regénye alapján készült, 1939-ban bemutatott fekete-fehér brit filmdráma. Rendezte Paul Czinner. Magyarországon a filmet 1939. szeptember 11-én mutatták be.

## Cselekménye
Sylvia és Martina ikertestvérek (mindkét szerepet Elisabeth Bergner alakítja), de jellemük teljesen különböző. Sylvia életvidám és szeret flörtölni, testvére a magányt kedveli és napokon át Svájc hegyeit járja. Egy kirándulásán Martina találkozik Alan MacKenzie-vel, a fiatal természettudóssal, és beleszeret. Vonzalmuk látszólag kölcsönös, de amikor Alan megismerkedik a kacér Sylviával is, inkább őt veszi feleségül. Az esküvő után Alan egy régóta tervezett expedíció vezetőjeként elutazik a Himalájába. A két nővér egy nyaralás alkalmával vitorlázni indul, viharba kerülnek, és Sylvia meghal. Martinát mindenki Sylviának tartja, és ő Alan miatt felvállalja a testvére szerepét. Ázsiából Alan expedíciója Athénba érkezik, Martina is odautazik, és elhatározása ellenére végül bevallja: halott húgának adta ki magát, hogy együtt lehessen a férfival, akit szeret. Alan úgy érzi, valóban egymáshoz tartoznak.

## Szereplők
- Elisabeth Bergner – Sylvina Lawrence / Martina Lawrence
- Michael Redgrave – Alan MacKenzie
- Wilfrid Lawson – Thomas E. Lawrence
- Mabel Terry-Lewis – Helen nagynénje
- Richard Ainley – Morgan
- Kenneth Milne-Buckley – Garrett
- Daniel Mendaille – Old Pauliac
- Pierre Juvenet – Doktor
- Stella Arbenina – Nővér
- Kaye Seeley – Maturin
- Ernest Ferny – Demangeon főfelügyelő
- Cot D'Ordan – Clerk
- Dorice Fordred – Eileen, Sylvina szobalánya
- Annie Esmond – Cook
- Clement McCallin – Karal Anderson
- Oliver Johnston – Bardesley professzor
- Roy Russell – Brit miniszter
- Homer Regus – Polgármester